# Järvesoo
Järvesoo är ett träsk i Estland.   Det ligger i landskapet Lääne-Virumaa, i den centrala delen av landet, 120 km öster om huvudstaden Tallinn. Järvesoo ligger vid sjön Tudu järv.